# Tro Bro Leon 2012
La 29e édition du Tro Bro Leon a eu le 15 avril 2012. Cette course cycliste bretonne fait partie du calendrier UCI Europe Tour 2012 en catégorie 1.1. Elle est la neuvième épreuve de la Coupe de France 2012.

## Classement final
|    | Coureur             | Équipe                 |    | Temps           |
| -- | ------------------- | ---------------------- | -- | --------------- |
| 1  | Ryan Roth           | SpiderTech-C10         | en | 5 h 16 min 40 s |
| 2  | Benoît Jarrier      | Véranda Rideau-Super U | +  | 13 s            |
| 3  | Guillaume Boivin    | SpiderTech-C10         |    | 37 s            |
| 4  | Arnaud Démare       | FDJ-BigMat             |    | m.t.            |
| 5  | Kristof Goddaert    | AG2R La Mondiale       |    | m.t.            |
| 6  | Lloyd Mondory       | AG2R La Mondiale       |    | m.t.            |
| 7  | Aleksejs Saramotins | Cofidis                |    | m.t.            |
| 8  | Jérémie Galland     | Saur-Sojasun           |    | m.t.            |
| 9  | Romain Feillu       | Vacansoleil-DCM        |    | m.t.            |
| 10 | Tony Hurel          | Europcar               |    | m.t.            |